# Răut
El Raut o Reut (en rumano: Răut, en ucraniano y en ruso: Реут (Reut), en yidis: רעװעט‎ (Revet) ) es un río en la parte central de la República de Moldavia . Es el afluente más grande del Dniéster y, al mismo tiempo, el río más grande que nace y fluye íntegramente en el territorio de Besarabia . Los manantiales del río se encuentran cerca del pueblo de Rediul Mare en el distrito de Dondușeni. Tiene una longitud de 286 km.
Sobre el Răut se encuentran las ciudades de Balti , Floresti y Orhei.
La naciente se define en la confluencia de dos arroyos, a una altitud de 180 m s. n. m. y desemboca en el río Dniéster en la margen derecha a una altitud de 12 m s. n. m., a 342 km de la desembocadura del río, cerca del pueblo de Dubasari. La superficie de la cuenca de 7.760 km², el desnivel alcanza los 168 m y la pendiente media es del 0,59 por mil.